# Couvent de la Visitation Saint-Jacques du Faubourg Saint-Jacques
Pour les articles homonymes, voir Couvent de la Visitation.
Le couvent de la Visitation du Faubourg Saint-Jacques, était un monastère parisien de l’ordre de la Visitation, fermé à la Révolution, dont les bâtiments ont été fermés en 1903 puis démolis en 1908. Le couvent était situé à l’emplacement de l’actuel « petit campus Curie » à Paris.
Trois autres couvents de « visitandines » existaient à Paris jusqu'en 1790: 
- le couvent de la rue Saint-Antoine;
- le couvent de la rue du Bac : fondé rue Saint-Antoine en 1660, puis transféré rue du Bac en 1673, il abritait 49 religieuses professes en 1790;
- le couvent de Chaillot.

## Historique
Le monastère est fondé en 1623 et ses bâtiments construits à partir de 1632 à l’emplacement de l’ancien hôtel de Saint-André par Michel Villedo, sur les plans de François Mansart.
Un cloître et une chapelle en rotonde sont édifiés en 1780 par l’architecte Marie-Joseph Peyre. Le domaine du couvent comprend un parc de 3 hectares de jardins, potagers et vergers qui s’étend du 189 au 195 de l’actuelle rue Saint-Jacques (jusqu’en 1806 rue du Faubourg-Saint-Jacques), jusqu’à l’emplacement de la rue d’Ulm.
Le couvent, fermé à la Révolution, et mis en vente en 1797 est racheté en 1806 par les Dames de Saint-Michel. Après leur départ en 1903, les bâtiments devenus vétustes sont rasés en 1908, la rue Pierre-et-Marie-Curie est tracée et le parc devient un domaine universitaire scientifique : le « petit campus Curie ». Parmi les institutions qui s’y installent, l’Institut de géographie, construit de 1914 à 1926, se trouve à l’emplacement de l’ancienne chapelle.

## Supérieures[2]
- Anne-Catherine de Beaumont
- Marie-Jacqueline Favre

- Marie Agnès Le Roy, 1639, 1658-1664; sollicitée pour la fondation du couvent de la Visitation d'Amiens[3]
- Anne-Marguerite Guérin, 1640-1646 (puis supérieure du couvent de la rue du Bac 1660-1666)
- Marie-Augustine Bouvard (+1659)
- Marie-Thérèse Amelot, 1664-1670; 1676-1782; 1685-1691;
- Marie Henriette de Rochechouart de Chandenier 1670-1676; 1691-1697; 1703-1705;
- Marie Madeleine Le Laboureur, 1682-1685;
- Anne Elisabeth de Lamoignon, 1697-1703; 1705-1711;
- Catherine-Charlotte Amelot (mars 1654-9 septembre 1719)[4]
- Thérèse-Angélique de Tourmont (+ 16 décembre 1764 à 83 ans)[5] 1723-1726; 1732-1738; 1744-1750; 1756-1762;
- Marie-Gabrielle Orry (+ 6 août 1763 à 76 ans)[6], 1738-1744;
- Suzanne-Léonine de Lamoignon (1688-?), 1750-1756; 1762-1768; fille de Chrétien-François Ier de Lamoignon et Marie-Jeanne Voisin;
- Marie-Elisabeth Lamoignon de Blancmesnil, soit Agathe Françoise de Lamoignon de Blancmesnil (1723-1806), 1768-1774; fille du chancelier de Lamoignon et d'Anne Elisabeth Roujault (1692-1734), et sœur de Malesherbes;
- Marie-Françoise de Sales-Terrisse (+ 8 mars 1776 à 73 ans et inhumée à l'église Saint-Jacques du-haut-Pas), 1774-1776;
- Marie Félicité Dupont, 1776-1782;
- Angélique Amable Juppin[7], 1782-1788;
- Marie Xavier de Pillet, 1788-1790.

## Religieuses et personnalités
- Madeleine Brûlart de Sillery y est religieuse dans les années 1630[8].

## Propriétés, revenus

### Maisons locatives
Le couvent a fait construire en 1788 par l’architecte Marie-Joseph Peyre des immeubles de rapport sur la rue Saint-Jacques qui comportaient 13 travées et deux avant-corps aux extrémités. La partie droite, acquise par les Dames de Saint-Michel en 1835, a été démolie en 1908 avec le couvent. L’immeuble du no 187 est la partie subsistante de cet ensemble.

Le couvent sur d'anciens plans
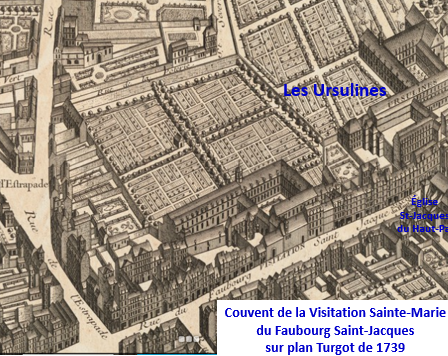
Le couvent de la Visitation sur le plan de Turgot de 1739.
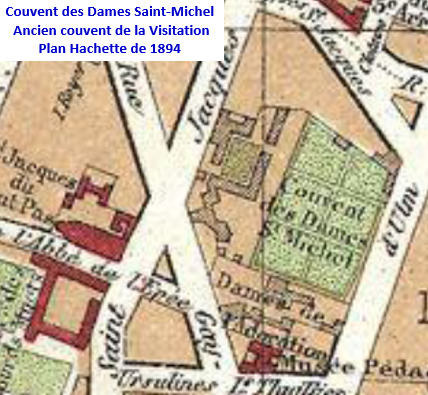
Le couvent sur le plan Hachette de 1894.

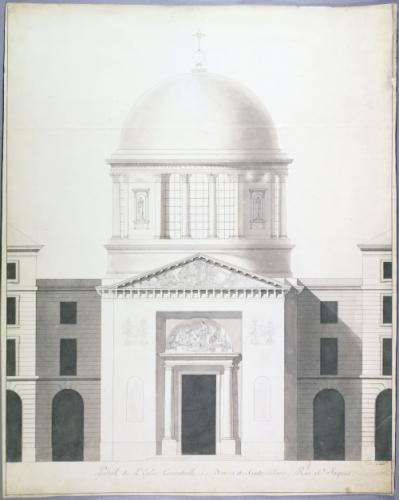
Dessin de la chapelle en 1780.
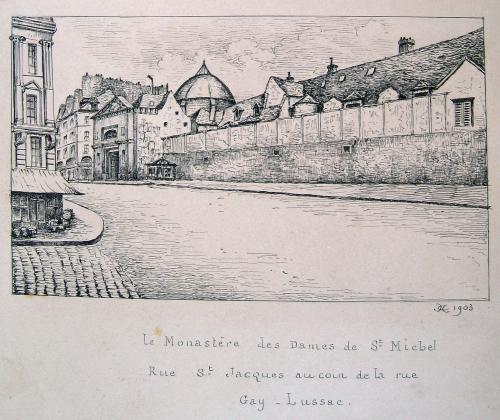
Vue de la rue Gay-Lussac en 1903.
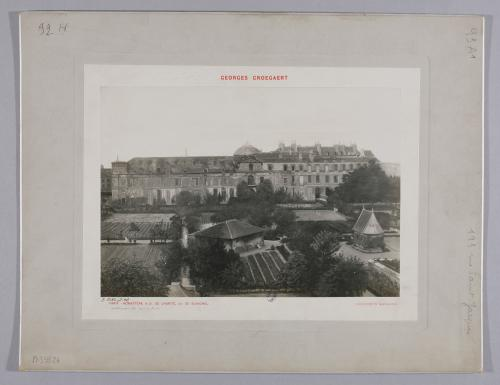
Parc du couvent en 1903.
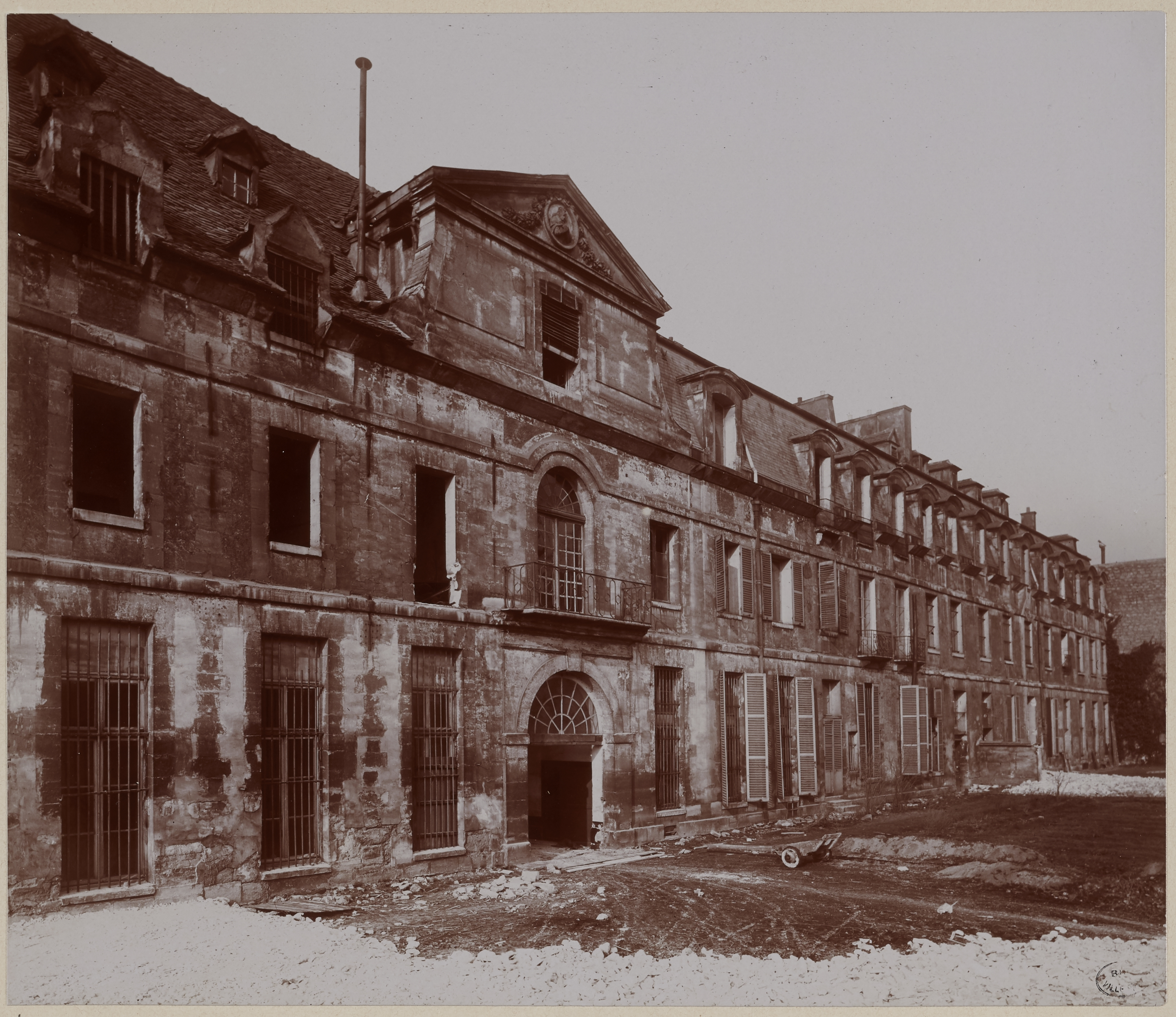
Façade de Mansart du 187 avant 1906.
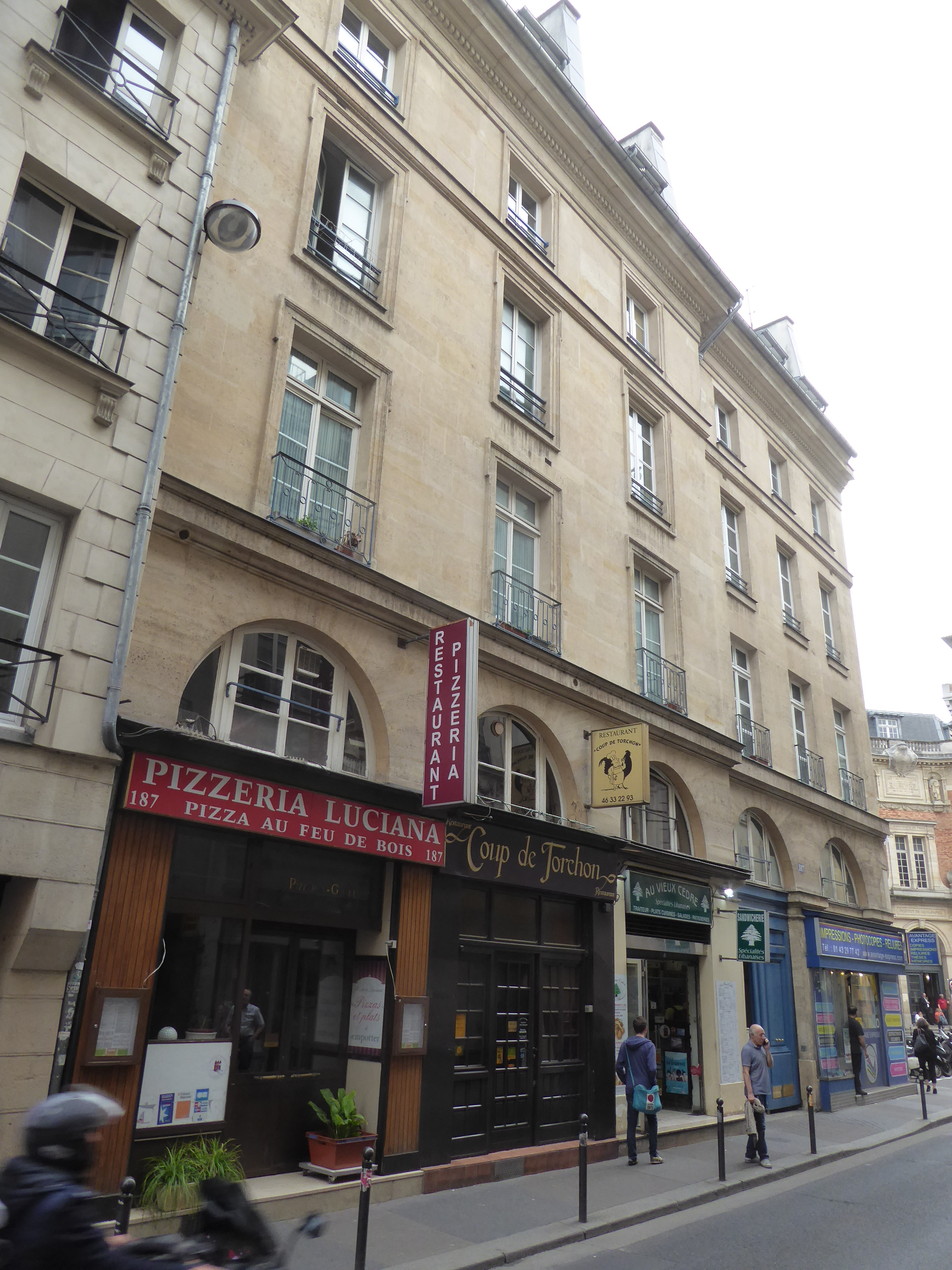
Immeuble du 187 rue Saint-Jacques.